# Саймон, Гарри (боксёр)
Гарри Саймон (англ. Harry Simon; 21 октября 1974, Уолфиш-Бей, Юго-Западная Африка) — намибийский боксёр. Чемпион Всеафриканских игр (1991). Чемпион мира в 1-й средней (WBO, 1998—2001) и средней (WBO, 2002—2003) весовых категориях. Временный чемпион мира в средней весовой категории (WBO, 2001—2002).

## Любительская карьера

### Всеафриканские игры 1991
Выступал в полусредней весовой категории (до 67 кг). В финале победил нигерийца Таджудина Сабиту.

### Олимпийские игры 1992
Выступал в полусредней весовой категории (до 67 кг). В 1/16 финала проиграл пуэрториканцу Анибалю Асеведо.

## Профессиональная карьера
Дебютировал на профессиональном ринге 26 января 1994 года, одержав победу нокаутом в 1-м раунде.

### Чемпионский бой сРональдом Райтом
22 августа 1998 года встретился с чемпионом мира в 1-м среднем весе по версии WBO американцем Рональдом «Винки» Райтом. Поединок продлился все 12 раундов. Один судья выставил ничейный счёт (114—114), двое других отдали победу Саймону (117—113 и 115—113).

### Защиты титула (1999—2001)
1 мая 1999 года нокаутировал в 3-м раунде бывшего претендента на титул чемпиона мира в полусреднем весе Кевина Лешинга.
19 февраля 2000 года нокаутировал в 10-м раунде аргентинца Энрике Ареко.
23 сентября 2000 года победил по очкам американца Родни Джонса.
10 февраля 2001 года нокаутировал в 5-м раунде британца Уэйна Александера.

### Чемпионский бой сАсином Шерифи
Оставил свой титул и поднялся в средний вес. 21 июля 2001 года встретился с французом Асином Шерифи в бою за вакантный титул временного чемпиона мира в среднем весе по версии WBO. Поединок продлился все 12 раундов. Судьи единогласно отдали победу Саймону.

### Чемпионский бой сАрманом Крайнцем
6 апреля 2002 года встретился с чемпионом мира в среднем весе по версии WBO не имеющим поражений шведом Арманом Крайнцем. Поединок продлился все 12 раундов. Судьи единогласно отдали победу Саймону.

## ДТП (2002)
В ноябре 2002 года Гарри Саймон попал в ДТП. Получил перелом руки и обеих ног. Саймон пытался обогнать два автомобиля и врезался в машину, идущую навстречу. В том автомобиле погибло три человека, включая ребёнка. Не смог провести защиту титула WBO и был лишён чемпионского звания. В 2007 году был признан виновным в умышленном убийстве и приговорён в двум годам лишения свободы.

## Статистика боёв
В таблице перечислены результаты всех поединков боксёров.
В каждой строке указан результат поединка. Дополнительно номер поединка обозначен цветом, который обозначает итог поединка. Расшифровка обозначений и цветов представлена в нижеследующей таблице.
| Пример | Расшифровка                     |
| ------ | ------------------------------- |
|        | Победа                          |
|        | Ничья                           |
|        | Поражение                       |
|        | Планируемый поединок            |
|        | Поединок признан несостоявшимся |
| КО     | Нокаут                          |
| ТКО    | Технический нокаут              |
| PTS    | Решение судей (по очкам)        |
| UD     | Единогласное решение судей      |
| MD     | Решение большинства судей       |
| SD     | Раздельное решение судей        |
| RTD    | Отказ от продолжения боя        |
| DQ     | Дисквалификация                 |
| NC     | Поединок признан несостоявшимся |

| Бой | Дата             | Соперник                       | Место проведения                                                        | Результат  | Примечание |
| --- | ---------------- | ------------------------------ | ----------------------------------------------------------------------- | ---------- | --- |
| 31  | 24 ноября 2018   | Каминджа Рамадан (12-8-1)      | Ramatex Hall, Виндхук, Намибия                                          | TKO1 (8)   | |
| 30  | 26 марта 2016    | Яфет Касеба (5-6-0)            | Helao Nafidi Business Expo Hall, Хелао Нафиди, Охангвена, Намибия       | TKO2 (8)   | |
| 29  | 28 сентября 2013 | Геард Аетович (23-8-1)         | Ramatex Factory, Виндхук, Намибия                                       | UD12 (12)  | Вакантный титул IBF International в полутяжёлом весе. Счёт судей: 117-111 (дважды) и 116-113.                  |
| 28  | 29 июня 2013     | Золтан Кишш-младший (29-14-3)  | Windhoek Country Club Resort, Виндхук, Намибия                          | TKO2 (8)   | |
| 27  | 23 июня 2012     | Рубен Гриневалд (23-9-3)       | SKW Hall, Виндхук, Намибия                                              | TKO1 (12)  | |
| 26  | 4 декабря 2010   | Рашид Матумла (44-14-2)        | OK Parking Lot, Виндхук, Намибия                                        | KO1 (10)   | |
| 25  | 20 февраля 2010  | Даниэль Ваниониай (2-3-1)      | Simmers Restaurant, Найроби, Кения                                      | TKO5 (6)   | |
| 24  | 3 марта 2007     | Стивен Нзуемба (7-0-0)         | Стадион имени Сэма Нуйомы, Виндхук, Намибия                             | UD8 (8)    | Счёт судей: 79-73, 80-73, 78-74.                                                                               |
| 23  | 6 апреля 2002    | Арман Крайнц (26-0-0)          | Cirkusbygningen, Копенгаген, Дания                                      | UD12 (12)  | Чемпион мира в среднем весе по версии WBO (4-я защита Крайнца). Счёт судей: 116-112 (дважды) и 116-113.        |
| 22  | 21 июля 2001     | Асин Шерифи (32-5-1)           | Coliseo Rubén Rodríguez, Баямон, Пуэрто-Рико                            | UD12 (12)  | Вакантный титул временного чемпиона мира в среднем весе по версии WBO. Счёт судей: 119-108 и 117-111 (дважды). |
| 21  | 10 февраля 2001  | Уэйн Александер (15-0-0)       | Kingsway Leisure Centre, Уиднес, Чешир, Англия, Великобритания          | TKO5 (12)  | Чемпион мира в 1-м среднем весе по версии WBO (4-я защита Саймона).                                            |
| 20  | 23 сентября 2000 | Родни Джонс (24-2-0)           | Casino Rama, Рама, Онтарио, Канада                                      | MD12 (12)  | Чемпион мира в 1-м среднем весе по версии WBO (3-я защита Саймона). Счёт судей: 117-111 (дважды) и 114-114.    |
| 19  | 19 февраля 2000  | Энрике Ареко (40-11-7)         | Goresbrook Leisure Centre, Большой Лондон, Англия, Великобритания       | TKO10 (12) | Чемпион мира в 1-м среднем весе по версии WBO (2-я защита Саймона).                                            |
| 18  | 1 мая 1999       | Кевин Лешинг (21-3-0)          | Crystal Palace National Sports Centre, Лондон, Англия, Великобритания   | TKO3 (12)  | Чемпион мира в 1-м среднем весе по версии WBO (1-я защита Саймона).                                            |
| 17  | 22 августа 1998  | Рональд Райт (38-1-0)          | Carousel Casino, Хамманскраал, Гаутенг, ЮАР                             | MD12 (12)  | Чемпион мира в 1-м среднем весе по версии WBO (4-я защита Райта). Счёт судей: 117-113, 115-113, 114-114.       |
| 16  | 13 декабря 1997  | Каси Каихо (15-12-3)           | Ponds Forge Arena, Шеффилд, Саут-Йоркшир, Англия, Великобритания        | KO4 (10)   | |
| 15  | 19 июля 1997     | Джордж Ричардс (12-3-0)        | Уэмбли Арена, Лондон, Англия, Великобритания                            | KO5 (8)    | |
| 14  | 3 мая 1997       | Ник Одоре (2-0-0)              | Nynex Arena, Манчестер, Большой Манчестер, Англия, Великобритания       | KO5 (6)    | |
| 13  | 8 февраля 1997   | Джон Боско (13-2-1)            | London Arena, Лондон, Англия, Великобритания                            | KO2 (8)    | |
| 12  | 31 августа 1996  | Энтони Айвори (20-27-2)        | The Point, Дублин, Ленстер, Ирландия                                    | PTS6 (6)   | |
| 11  | 6 июля 1996      | Дел Брайан (32-14-1)           | Nynex Arena, Манчестер, Большой Манчестер, Англия, Великобритания       | TKO6 (10)  | |
| 10  | 13 апреля 1996   | Пол Уэсли (16-29-4)            | Wythenshawe Forum, Манчестер, Большой Манчестер, Англия, Великобритания | RTD4 (8)   | |
| 9   | 23 сентября 1995 | Хосе Мария Кабраль (13-1-0)    | Vista University Indoor Centre, Блумфонтейн, Фри-Стейт, ЮАР             | KO6 (10)   | |
| 8   | 8 июля 1995      | Дэнни Чавес (25-4-1)           | Wembley Indoor Arena, Йоханнесбург, Гаутенг, ЮАР                        | PTS10 (10) | Счёт судей: 99-91, 98-94, 94-97.                                                                               |
| 7   | 12 мая 1995      | Эрнест Голиат (4-4-2)          | Berea Park Arena, Претория, Гаутенг, ЮАР                                | TKO1 (8)   | |
| 6   | 15 марта 1995    | Энуель Маршиле (11-1-0)        | Morula Sun Casino, Мабопане, Гаутенг, ЮАР                               | TKO5 (8)   | |
| 5   | 21 декабря 1994  | Пол Нлумайо (3-1-2)            | DLI Hall, Дурбан, Квазулу-Натал, ЮАР                                    | TKO2 (6)   | |
| 4   | 20 ноября 1994   | Тандекиле Танди Бойана (4-5-0) | Wembley Indoor Arena, Йоханнесбург, Гаутенг, ЮАР                        | TKO4 (4)   | |
| 3   | 26 марта 1994    | Петрос Твала (2-0-0)           | Indoor Centre, Спрингс, Гаутенг, ЮАР                                    | TKO2 (4)   | |
| 2   | 5 марта 1994     | Табисо Дламини (дебют)         | Ringwise Boxing Academy, City Deep, Йоханнесбург, Гаутенг, ЮАР          | KO1 (4)    | |
| 1   | 26 января 1994   | Леон ван Ренсбург (0-3-0)      | Indoor Centre, Спрингс, Гаутенг, ЮАР                                    | TKO1 (4)   | |
| Бой | Дата             | Соперник                       | Место проведения                                                        | Результат  | Примечание |

## Титулы и достижения

### Любительские
- 1991.  Чемпион Всеафриканских игр в полусреднем весе (до 67 кг).

### Профессиональные

#### Мировые
- Чемпион мира в 1-м среднем весе по версии WBO (1998—2001).
- Временный чемпион мира в среднем весе по версии WBO (2001—2002).
- Чемпион мира в среднем весе по версии WBO (2002—2003).

#### Региональные
- Титул IBF International в полутяжёлом весе (2013).